# Plaza de Manuel Becerra
La plaza de Manuel Becerra es una plaza del distrito de Salamanca de Madrid. Confluyen en ella la calle de Alcalá, que la atraviesa diagonalmente, la calle de Francisco Silvela al norte, la calle del Doctor Esquerdo al sur, y las calles de Don Ramón de la Cruz y del Doctor Gómez Ulla al oeste y nordeste, respectivamente.
Anteriormente conocida como plaza de la Alegría (y durante unos años plaza de Roma en un cambio a sugerencia del corresponsal de ABC en Roma Julián Cortés Cavanillas, luego revertido), desde 1905 lleva el nombre del matemático y político decimonónico Manuel Becerra, muerto en Madrid en 1896.
También convergen en ella cuatro barrios de este distrito, Lista, Goya, Fuente del Berro y La Guindalera. Durante más de un siglo ha sido el punto de cita de los visitantes del Cementerio de la Almudena y el Cementerio Civil de Madrid, y de los aficionados a la fiesta de los toros por su vecindad con la Plaza de Las Ventas.

## Historia

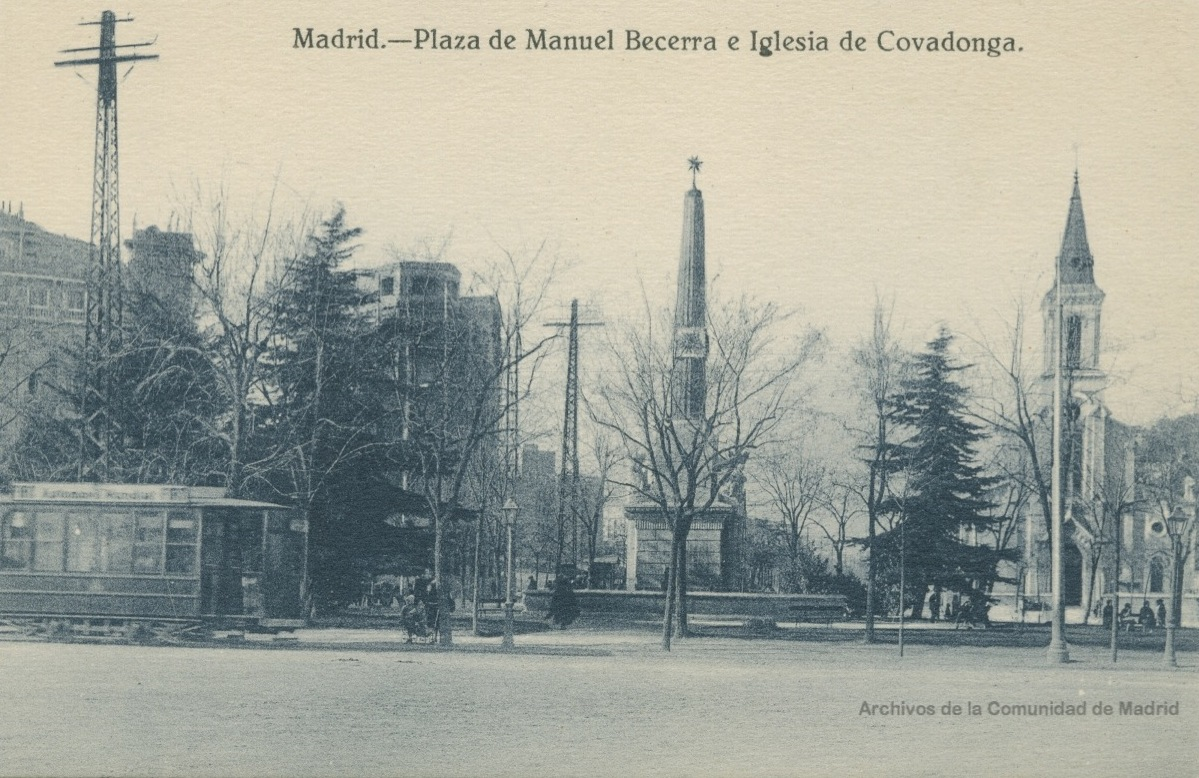
Vista de la plaza de Manuel Becerra hacia 1915, en una imagen del Archivo Regional de Madrid.

Escribía el cronista Pedro de Répide, en la década de 1920, que la actual plaza ocupaba un campo alto en el trayecto de la antigua carretera de Aragón bien dotado de ventorrillos, antes de descender a la vaguada del arroyo Abroñigal, que luego cubriría la M-30. La investigadora Mercedes Gómez amplía esta información detallando que, siendo esta una de las tradicionales salidas de la Villa de Madrid, en el camino de Alcalá de Henares y Guadalajara, se encontraba en este punto el Fielato de consumos, encargado de cobrar las tasas municipales por tráfico de mercancías en esta salida de Madrid.
Del origen urbano de la glorieta se sabe que a un lado de la calle Alcalá estuvo la primitiva propiedad de Francisco Noguera (conocida como Quinta de los Leones o de Nogueras, paraje que según Répide llegó a ser tristemente famoso como lugar de encuentro para los desafíos. Y al otro lado de la que fuera carretera empezaban a levantarse los chalés de la Colonia Madrid Moderno, frente a la Estación del Tranvía del Este, una de cuyas líneas unía este confín de las Ventas del Espíritu Santo con la céntrica plaza de Cibeles y el ramal de la antigua plaza de toros de Fuente del Berro.

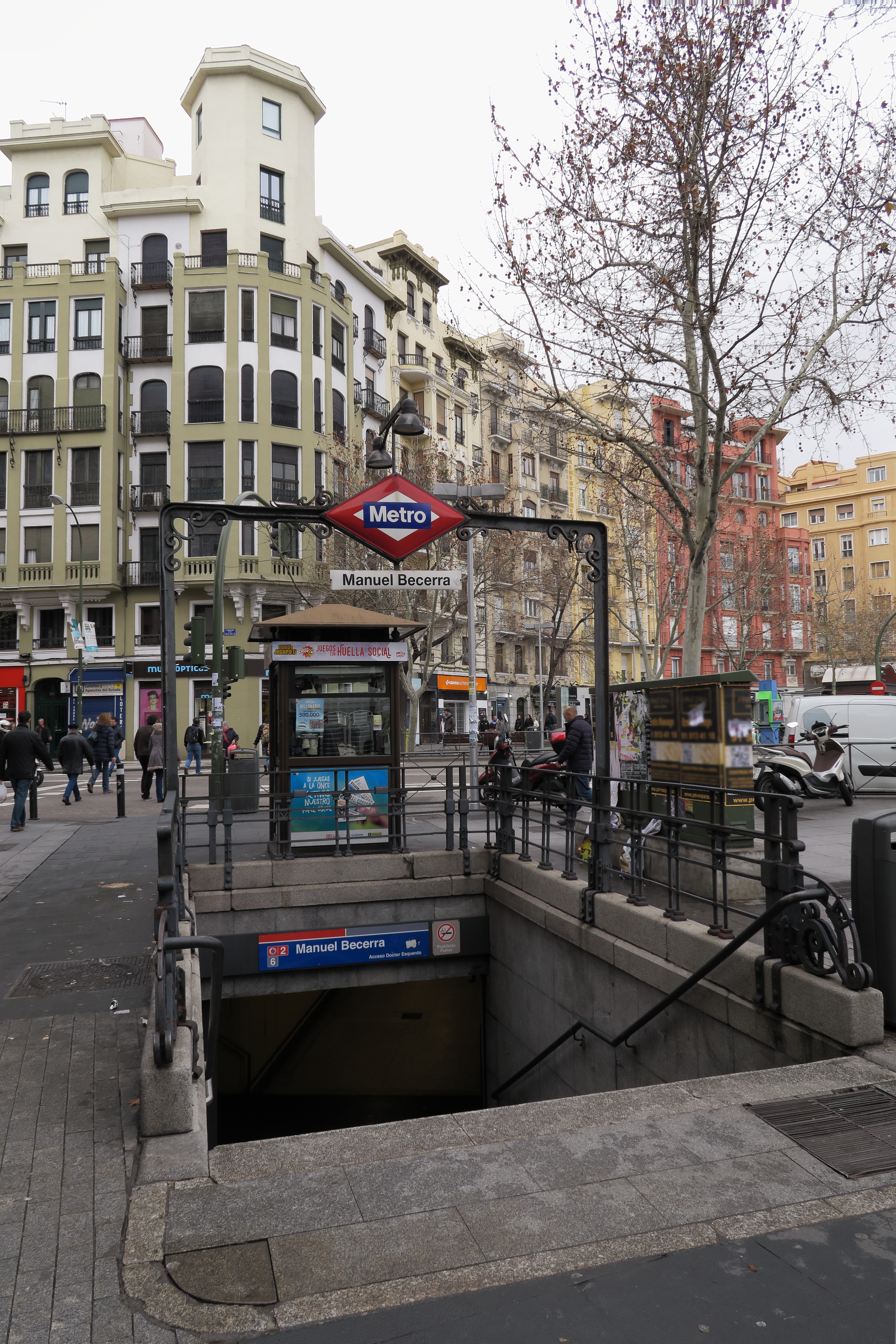
Boca del Metro de Madrid en la glorieta, conectada a las líneas 2 y 6.

En 1914 se instaló en la recién ajardinada glorieta y dotándola de un nuevo pilón, la Fuente Castellana, también llamada del Obelisco, obra de Francisco Javier Mariategui, promovida en 1833 por Fernando VII para celebrar el nacimiento de la princesa Isabel Luisa, luego Isabel II, y que durante tres cuartos del siglo xix estuvo en el paseo de la Castellana.
La línea 2 del Metro de Madrid inauguró su estación bajo la plaza el 14 de junio de 1924. Años más tarde, en 1979, se enlazó también la línea 6.
En 1936 tuvo lugar el tiroteo durante los incidentes durante el entierro de Anastasio de los Reyes en los que fallecieron varias personas y que fue premonitorio del inicio de la guerra civil española.
En 1961, el ayuntamiento franquista cambió los rótulos y paso a llamarse plaza de Roma. En 1969, con motivo de las obras viarias para un paso subterráneo, la fuente del Obelisco se trasladó al parque de la Arganzuela, junto al río Manzanares. En esos años la ya fragmentada Quinta de los Leones se bautizó, en uno de sus tercios, Parque Eva Duarte y se abrió la calle dedicada al cirujano militar Doctor Gómez Ulla.

## Edificios y jardines
A un costado de la plaza, cercada por las instalaciones y servicios municipales del parque de Eva Perón (donde se conserva una de las cuatro fuentes de las Delicias del siglo xviii) está la remozada iglesia de Nuestra Señora de Covadonga, obra de Joaquín María Fernández y Menéndez-Valdés, iniciada el 26 de marzo de 1913 y finalizada por Diego de Orbe e inaugurada en junio de 1915. Fue reconstruida en 1952.
Durante más de medio siglo estuvo presidiendo la plaza el Universal Cinema, construido en la década de 1940 y transformado en un macro gimnasio desde el final del siglo xx.